# Doridacea
A Doridacea a valódi csigák (Orthogastropoda) közé tartozó hátulkopoltyúsok (Opisthobranchia) rendjének egyik alrendje.

## Elterjedésük
A trópusi és a mérsékelt égövi tengerekben, a parthoz közel, de az árapály zónája alatt élnek. A Hawaii-szigetek partvidékén 12 családjuk mintegy 70 faja fordul elő — ez a szigetek puhatestű faunájának mintegy 5%-a.
2018-ban csak a Hypselodoris nemből 17 új fajt írtak le.

## Jellemzőik
A fajok többségének kopoltyúja koszorúban, a hátracsúszott végbélnyílás körül helyezkedik el, egyeseké azonban teljesen visszafejlődött, és helyettesítésükre másodlagos kopoltyúk alakultak ki. Egyes fajok teste ellapult; ezek kopoltyúi zsebekbe húzódtak vissza. Más fajok teste megnyúlt; ezek kopoltyúi szabadon állnak.

## Életmódjuk
A lapult testű fajok többsége szivacsevő, és több közülük úgy védekezik a ragadozók ellen, hogy a szivacsok mérgét felhalmozza testében. A nyúlt testű fajok többsége ragadozó; zsákmányállataik meglehetősen változatosak.

## Rendszertani felosztásuk
Az alrendet 4 öregcsaládra bontjuk, összesen 15 családdal:
- Doridoidea öregcsalád 4 családdal:
  - Actinocyclidae
  - Chromodorididae
  - Discodorididae
  - Dorididae
- Onchidoridoidea öregcsalád 3 családdal:
  - Corambidae
  - Goniodorididae
  - Onchidorididae
- Phyllidioidea öregcsalád 3 családdal:
  - Dendrodorididae
  - Mandeliidae
  - Phyllidiidae
- Polyceroidea öregcsalád 5 családdal:
  - Aegiretidae
  - Gymnodorididae
  - Hexabranchidae
  - Okadaiidae
  - Polyceridae

## Lásd még
- Az alrend csigáinak határozókulcsa (angolul)
- Kay, E.A., Young, David K., 1969: The Doridacea (Opisthobranchia; Mollusca) of the Hawaiian Islands. Pac Sci 23(2): 172-231.